# Kristin Fairlie
Kristin Fairlie (Scarborough, 22 aprile 1985) è un'attrice canadese.

## Filmografia parziale
- La lettera scarlatta (The Scarlet Letter), regia di Roland Joffé (1995)
- Il giardino delle vergini suicide (The Virgin Suicides), regia di Sofia Coppola (1999)

## Doppiaggio
- A tutto reality, voce di Bridgette
- Total Drama Presents: The Ridonculous Race, voce di Carrie